# Філіп де Коммін

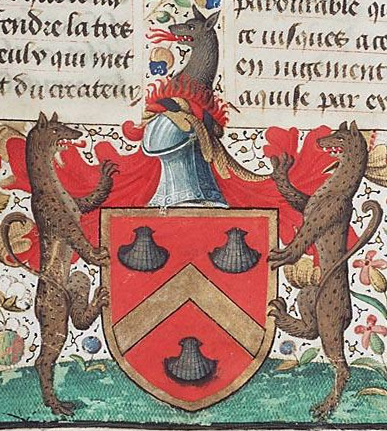
Герб Філіпа де Комміна близько 1475/80

Філіп де Коммін (нар. близько 1447 у Фландрії — пом. 18 жовтня 1511 в замку Аргентон) — французький дипломат та історик, радник королів Людовика XI і Карла VIII.
Його вважають одним із попередників сучасної історіографії та автором перших франкомовних мемуарів у сучасному розумінні.

## Біографія
Коммін народився в Ренескюрі у графстві Фландрія (нині частина Франції), яке було частиною Бургундського герцогства, квазінезалежної території між Францією та Священною Римською імперією. Він походив з родини чиновників на герцогській службі і прийшов до двору в Брюсселі ще підлітком, де вступив на службу до майбутнього герцога Карла Сміливого як зброєносець. Попри свою молодість, у нього склалися тісні, довірливі стосунки з герцогом. Вважається, що в 1468 році він успішно завадив Карлу, який став герцогом у попередньому році, посягнути на життя французького короля Людовика XI, коли той потрапив у полон до бургундців у Перонні.
У 1472 році Коммін несподівано відвернувся від герцога Карла й пішов на службу до свого заклятого ворога короля Людовіка, що було нечуваною зрадою. Завдяки своїм глибоким знанням особистості та планів Карла, він міг порадити хитромудрому та політично проникливому Людовіку щодо його військових та дипломатичних дій, які призвели до поразки і смерті Карла в 1477 році.
Водночас завдяки контактам, які Філіп де Коммін підтримував при французькому дворі з послами різних італійських держав, він багато дізнався про тамтешнє життя. У 1478 році він сам подорожував як посол до Турину, Мілану та Флоренції. У нагороду за його послуги Людовик дав йому більші володіння, щоб він мав можливість взяти собі дружину з вищої аристократії.
Після смерті Людовика в 1483 році Комміну було важко знайти своє місце під керівництвом свого наступника Карла VIII або під керівництвом його старшої сестри Анни де Боже, яка спочатку очолювала регентство. Він втратив частину майна і брав участь в інтригах французької знаті проти регента. У контексті так званої Guerre folle (1488) він був тимчасово ув'язнений і вигнаний з двору. Саме в цій ситуації він почав писати свої мемуари про час, проведений з герцогом Карлом і королем Людовіком у 1489 році, яких він зображує як правителів, що заслуговують на те, щоб від них відвернутися або до них прихилитися, тому він також згадує інших перебіжчиків і у відповідних місцях аналізує їхні мотиви.
У 1492 році Комміну дозволили повернутися до двору. Коли в 1494 році король Карл здійснив похід до Італії, щоб відстояти претензії Франції на корону Неаполітанського королівства, які давно вважалися застарілими, Комміна відправили до Венеції як дипломата. Він мав переконати могутнє місто-державу зберігати нейтралітет між Францією та протиборчим альянсом, який швидко виник, «Священною лігою», що складається з дому Габсбургів, дому Арагона та Папи (як правителя Папської області). Однак місія Комміна була невдалою. Французи були змушені залишити Неаполь і покинути Італію.

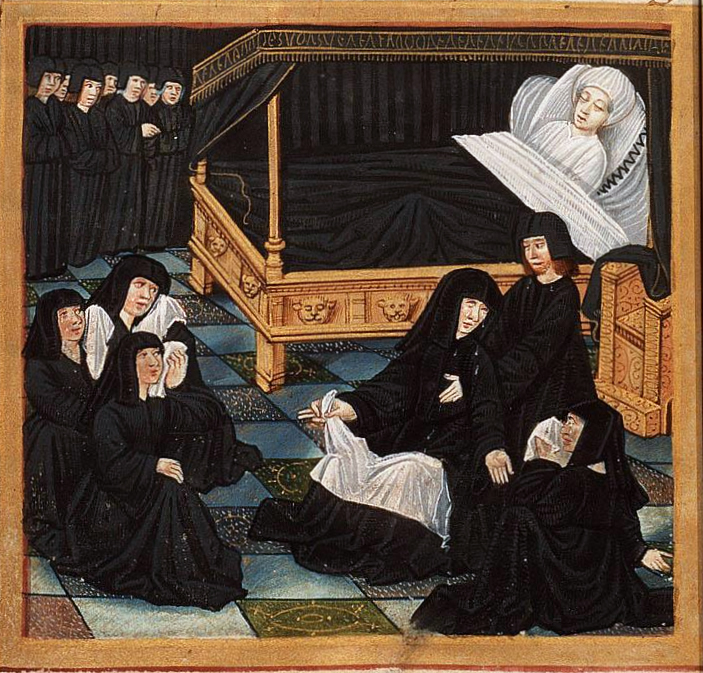
Філіп де Коммін на смертнім одрі; Гаага, Koninklijke Bibliotheek, 76 E 13, fol. 3р (1512)

Повернувшись із Венеції, він знову взявся за перо й написав другу частину (книги VII і VIII) мемуарів з кінця 1495 по кінець 1498 року, в яких він описує час правління Карла VIII, зокрема підготовку до Італійської кампанії та його діяльність у Венеції. Головним мотивом тут, здається, є його потреба пояснити свою невдачу, подібно до того, як він намагався виправдати свою невірність герцогу Чарльзу в перших книгах. Коммін також дуже цікавився умовами життя та мотивацією князів, з якими він був знайомий, і загалом психологією правителів.
Мемуари вийшли лише посмертно в 1524 році, надруковані під назвою Les memoires sur les principaux faicts et gestes de Louis onzieme et de Charles huitieme, son filz, roys de France (Спогади про найважливіші дії та вчинки французьких королів Людовика XI і Карл VIII, його сина, королів Франції). Довгий час мемуари Комміна читали як своєрідний підручник з політики і (таємної) дипломатії. Їх вважають першим твором мемуарного жанру в сучасному розумінні у французькій літературі.